# Museu indi
El Museu indi de Calcuta va ser fundat l'any 1814 per la Societat Asiàtica de Bengala, que se situava a l'actual edifici de la Societat Asiàtica del número 1 de Park Street a Calcuta. És un dels museus més grans i antics d'Àsia. Primer conegut com el Museu de la Societat Asiàtica, posteriorment en època colonial era anomenat com el Museu Imperial de Calcuta, finalment com a Museu Indi.
En el seu interior hi ha una gran mostra d'objectes d'art, des d'escultura a pintura. També es pot veure una gran col·lecció de mostres naturals, i culturals. Des d'ossos humans als d'animals, a teixits creats pels homes. Compta amb rares col·leccions d'antiguitats, armadures i ornaments, fòssils, esquelets, mòmies i pintura mogol.
Podem trobar sis seccions que equivalen a trenta-cinc galeries repletes d'objectes culturals i científics provinents de l'art indi. Hi ha secció d'arqueologia, geologia, antropologia, botànica i zoologia, considerades de gran valor a nivell internacional. Juntament amb vuit unitats de servei de coordinació que són les esmentades a continuació: Publicació, Preservació, Fotografia, Educació, Biblioteca, entre d'altres.

## Història
Amb la creació d'aquesta institució museística, va començar un impuls molt gran de museus a l'Índia. Es considera que en aquest any tenim un començament d'una nova etapa, la modernitat, que ve acompanyada d'èxits socioculturals i científics del país, arribant a crear in total de 400 museus a tot el país.

### Societat Asiàtica
La història d'aquest museu comença al segle XVIII amb Sir William Jones, un erudit que es va dedicar tota la seva vida a l'Índia i la seva cultura. Sent així el fundador de la Societat Asiàtica l'any 1784 a Calcuta. El paper d'aquesta societat va ser molt important, ja que gràcies a aquest centre d'aprenentatge pel desenvolupament de l'art i la cultura, relacionat amb les activitats socioculturals. Aquestes activitats es feien per poder entretenir a la gent, difondre el coneixement, preservant-lo en el temps i la història.
L'any 1796 els membres de la Societat Asiàtica van tenir la idea de crear un museu. En aquest museu tindrien les peces en un nivell de conservació adequat, on poder rebre els objectes, siguin produïts per l'home o la natura. El 1808 es quan es va trobar un local en un terreny que va ser cedit pel govern i la idea va començar a tenir forma.

### Creació del museu
L’any de la fundació, 1814, va ser possible la creació gràcies a una carta de Nathaniel Wallich, un botànic danès. Va ser un presoner al setge de Serampur, però va ser alliberat pel govern en reconeixement dels seus estudis i assoliments científics. En aquesta carta defensava la creació del museu, proposant a la Societat Asiàtica no només ser un dels conservadors del museu, sinó també donar duplicats de les seves pròpies col·leccions, que eren importants i valuoses. Va ser acceptada aquesta proposta per la Societat Asiàtica, i es va establir el Museu de la Societat a les instal·lacions de la Societat Asiàtica de Bengala. Així va néixer el museu, amb el primer director, el Dr. Nathanial Wallich, el 2 de febrer de 1814. A més va ser anomenat com a conservador honorari del museu Oriental de la Societat Asiàtica.
La primera col·lecció era un cabinet de curiositats fets arribar de diversos punts del país. Alguns dels donants foren europeus, 27, que van donar un total de 174 articles l’any 1816. També va haver-hi col·leccionistes individuals com; el Coronel Stewart, el Dr. Tytler, el General Mackenjzie, el senyor Bryan Hodgson o el Capità Gillon.

### Creixement del museu
Va haver-hi col·laboradors indis, que van regalar objectes al museu perquè la col·lecció pogués créixer, un total de 49 donants, entre ells; Baboo Ram Comul Sen, Kali Kissen Bahadoor, entre d'altres. El 1856, els membres de la societat van decidir presentar un monument al govern de l'Índia per a l'establiment d'un Museu Imperial a Calcuta. Dos anys més tard, el 1858, es va presentar al govern de l'Índia una representació, on la societat va pressionar per la fundació d'un Museu Imperial a Calcuta. El govern de l'Índia va reconèixer el seu deure d'establir un Museu Imperial a la Metròpoli per a la col·lecció i exposició d'espècimens d'història natural, física, econòmica i històrica, etc. El 1862 finalment el govern va anunciar la fundació d’un museu públic a Calcuta.
El Museu de l'Índia va tenir un inici tumultuós, marcant el 1867 com l'any de les seves bases, després de nombroses disputes amb el govern. Aquest es va ubicar a Chowringhee, davant del petit Cause Court, i no va ser fins al 1875 que es va completar el seu edifici actual, que va ser dissenyat per W. L. Grandville.

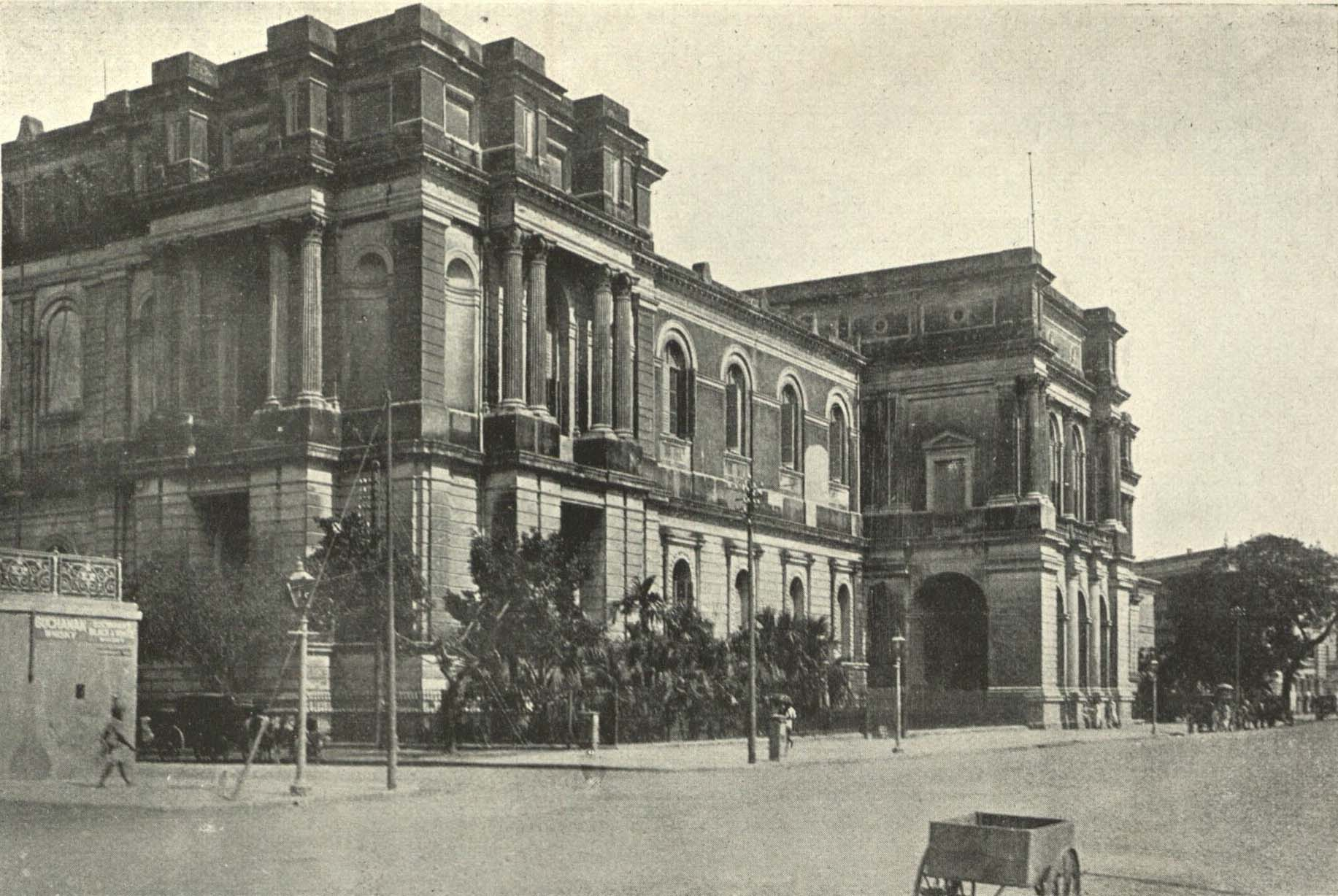
Nou edifici a Chowringhee Road

Abans d'això, des de 1814 fins al 1878, el museu estava situat a la Societat Asiàtica de Park Street, a Calcuta. Tanmateix, amb la finalització de la construcció del nou edifici a Chowringhee Road, el museu de la Societat es va traslladar a l'edifici actual i es va obrir al públic amb dues galeries l'1 d'abril de 1878. Encara que inicialment va començar amb només aquestes dues galeries, el Museu de l'Índia es va transformar més tard en una institució polivalent que exhibia objectes multidisciplinaris en sis seccions: Art, Arqueologia, Antropologia, Zoologia, Geologia i Botànica.
El museu, inicialment conegut com el Museu de la Societat Asiàtica, va passar a ser conegut com el Museu Imperial abans de guanyar la seva familiaritat com el Museu de l'Índia. Avui dia, els visitants el coneixen amb afecte com a Jadughar o Ajabghar.

## Col·leccions
El museu té diferent col·leccions dividides en diferents sales. A l'abril de 2024 hi ha sales tancades que encara no estan obertes al públic, ja que estan en renovació, com és el cas de la Galeria de Bronzes, la Galeria de màscares, la Galeria d'història pre i proto i la Galeria d'Antropologia Cultural. La primera d’elles és l’entrada, el vestíbul, on trobem un munt d'escultures enormes, majestuoses, del període Maurya. Son de l’època de la integritat a l’Antiga Índia per donar la benvinguda als visitants. Pels passadissos trobem mostres d'estàtues i escultures de pedra, que tenen més de mil anys, on els visitants poden veure la nombrosa col·lecció meravellosa.

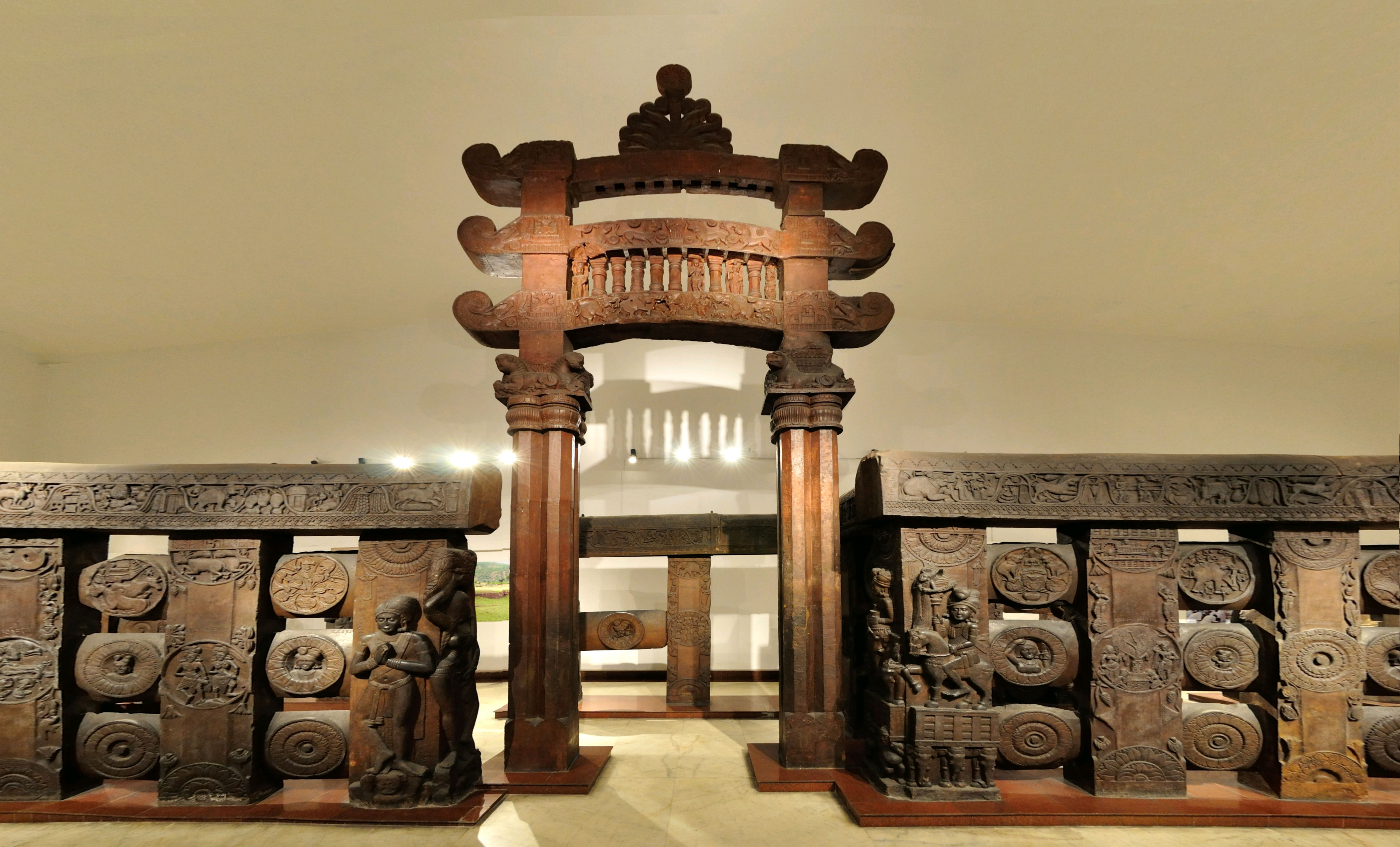
Balustrada o Torana' de la Galeria Bharhut

### Galeria Bharhut
En aquesta galeria tenim les restes de pedra arenisca vermella de l'estupa de Bharhut. Van ser recreades per Alexander Cunningham, que va excavar el jaciment l'any 1873. Tenim restes del que va ser com baranes i l'única passarel·la oriental o 'Torana'. També tenim figures, com les de Yaksha i Yakshi.

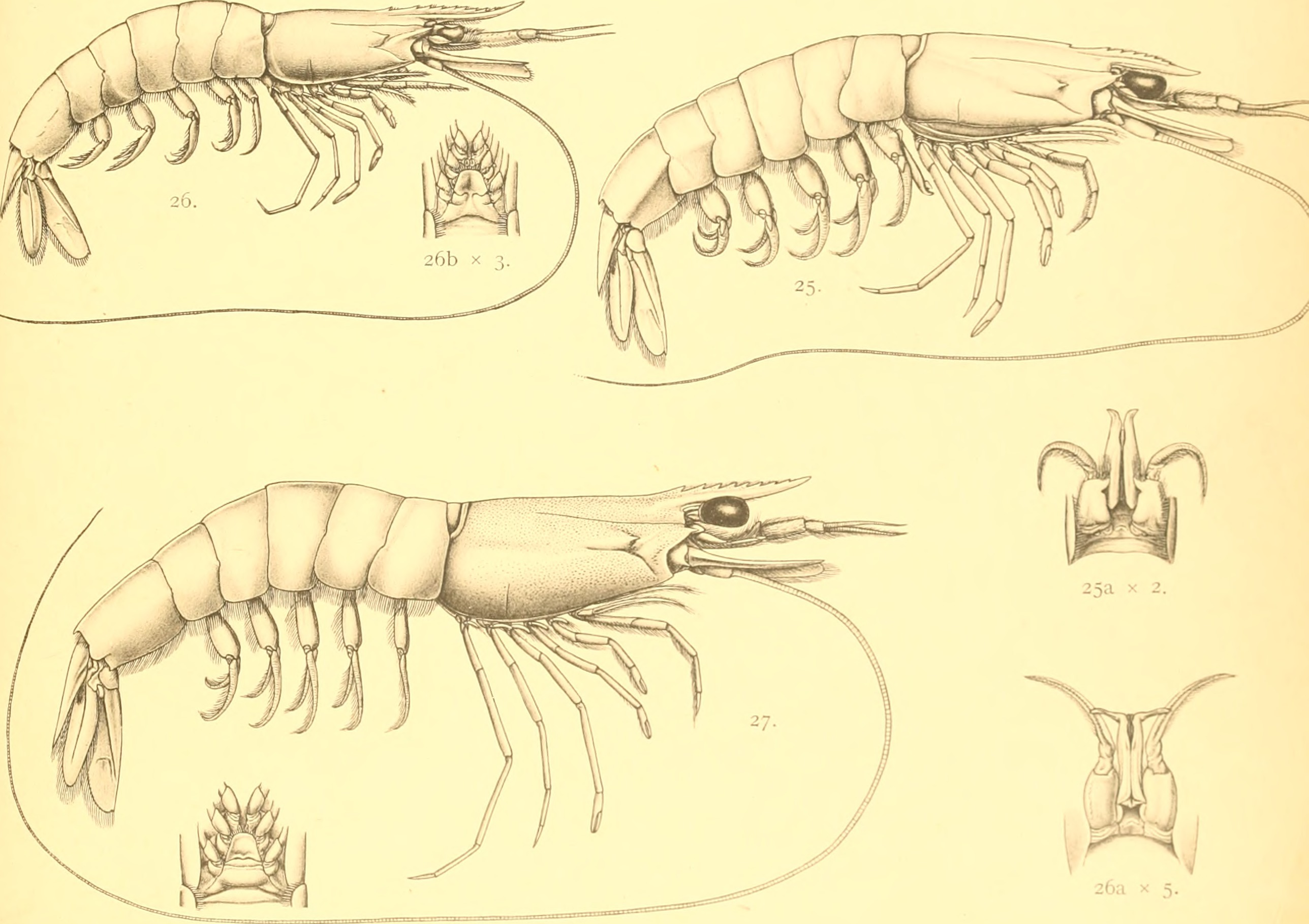
Catàleg dels crustacis decàpodes

### Galeria d'aus i peixos
En aquesta sala se centren en els ocells, en la seva interacció i comportament amb l'hàbitat on viuen. S'observa una gran varietat d'aus autòctones, però també mostren exemplars de tots els continents, des d'estruços a pingüins. També hi ha una mostra de peixos, on hi ha una nombrosa col·lecció, tant d'aquàtics com d'amfibis, des de cavallets de mar a tortugues.

### Galeria de Botànica
En aquesta galeria s'exposen productes econòmics d'origen vegetal juntament amb llavors seques; escates, escorces i fibres. On mostra l'acumulació i l'organització colonial de la "botànica econòmica" encastada en vitrines de vidre de l'època victoriana. També hi mostra els productes que utilitzaven com medicines, que inclouen drogues autòctones i temporitzadors indis i llavors oleaginoses.

### Galeria de Bronzes
Tenim una gran mostra d'imatges metàl·liques, que van des del segle VIII al segle XIV d.C. És tal el nom de peces que tenen que es classifica en diferents zones, des de les quals són més regionals destacant així les diferents escoles que es van crear sota el patrocini de diferents polítics, a les escultures metàl·liques, un reflex també de les escoles o d'autors solitaris.

### Galeria de numismàtica
Més de cinquanta mil monedes, de diferents regions del sud d'Àsia, que oscil·len entre els segles V - IV a.C fins a l'actualitat, tenint un conjunt únic.

### Galeria d'Arts Decoratives

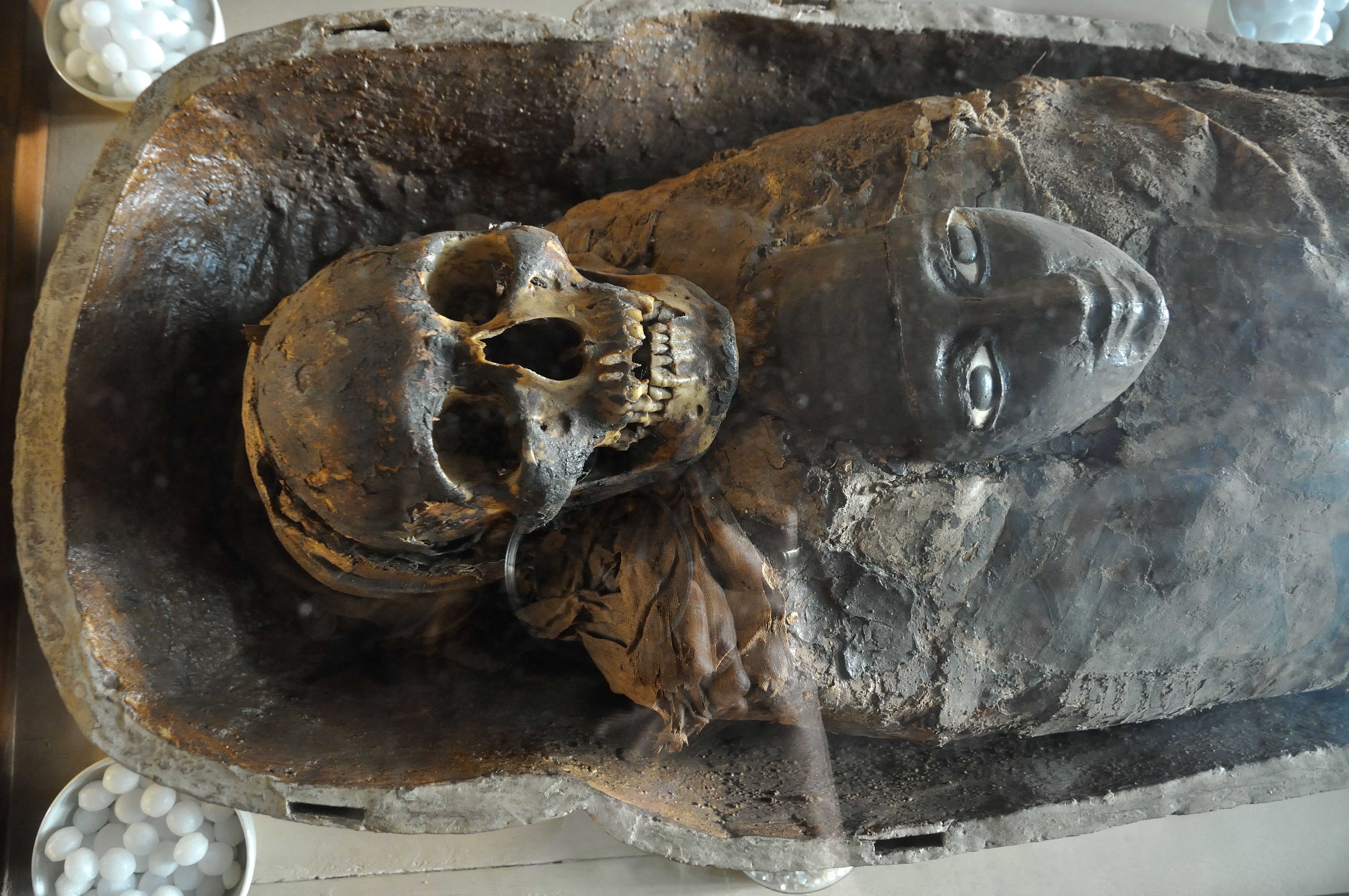
Momia de la Galeria Egípcia

Mostra una gran col·lecció d'objectes d'ivori juntament amb diferents escoles de tèxtils. Aquesta nombrosa col·lecció prové de diverses exposicions colonials on es mostrava l'enlluernadora opulència d'Orient. La col·lecció Lord Carmichael i la col·lecció Rai Manilal Nahar Bahadur, que inclou pintures, miniatures, objectes zed, tèxtils i artefactes tibetans.

### Galeria Egípcia
Una de les sales més visitades de tot el museu, gràcies a una de les magnífiques peces exposades, la mòmia egípcia i una mà momificada. Aquestes dues peces van arribar a l'any 1882. No només es troben aquestes dues peces, sinó que hi ha una mostra de més antiguitat egípcies.

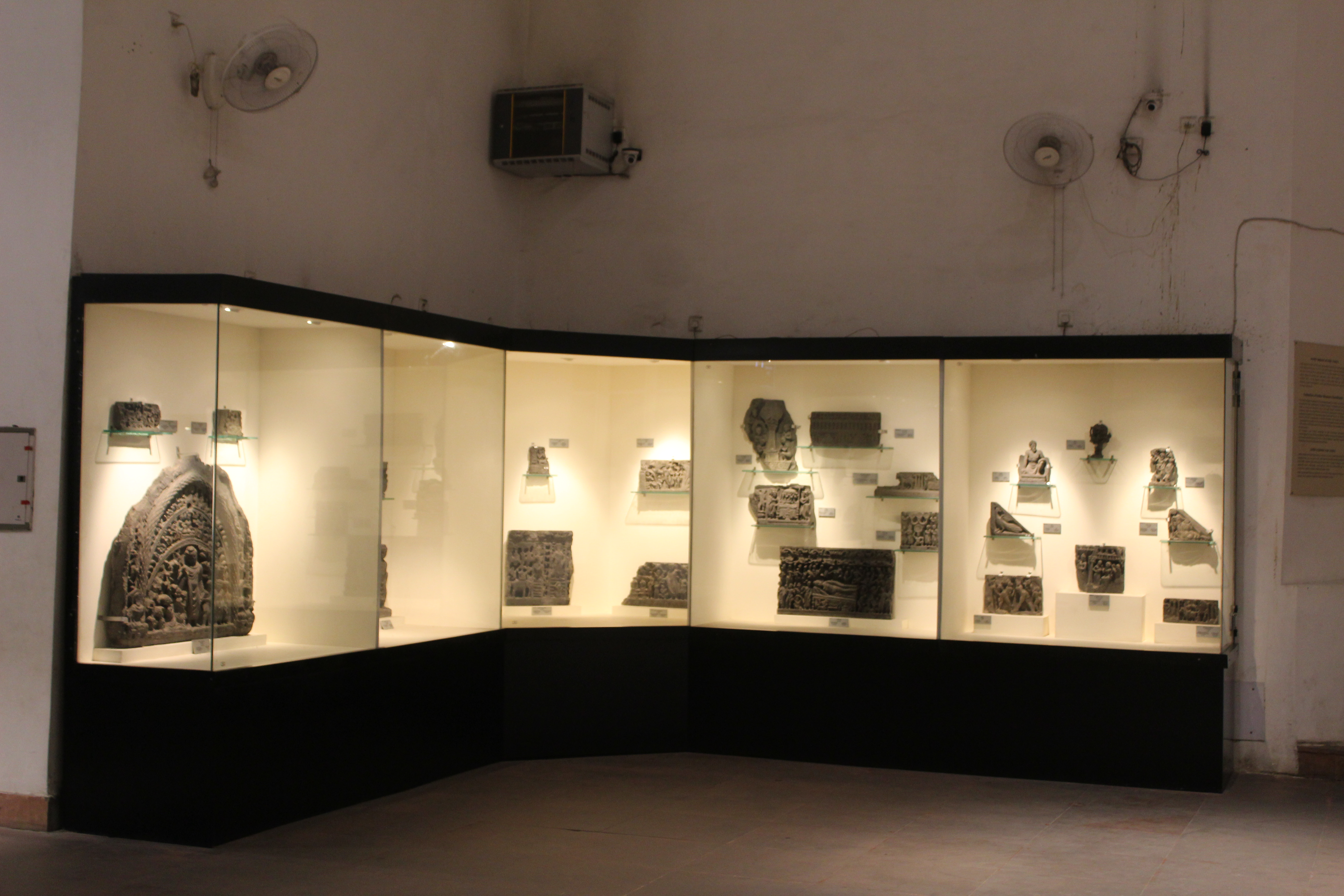
Galeria Gandhara

### Galeria deGandhara
Aquesta galeria és un viatge en el temps, ja que va des del segle I a.C fins al segle IV d.C. S'hi representa l'escola Gandhara, una escola que expressava l'art clàssic a la zona nord-est del subcontinent indi i a l'est d'Afganistan. En aquesta sala trobem estàtues de Buda, que representen la influència de la cultura grecoromana en la tradició i les formes de l'art indígena.

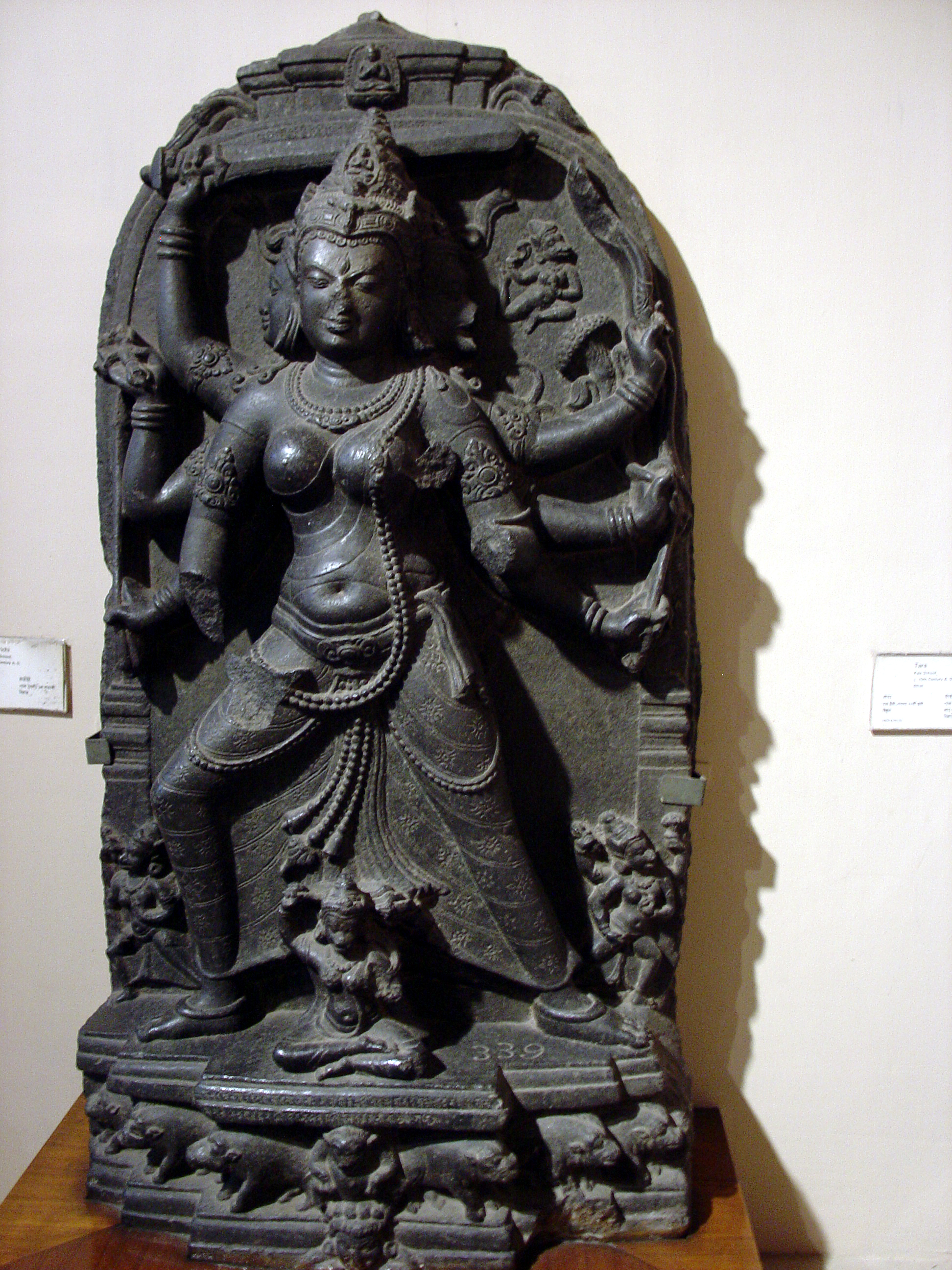
Estàtua de Marici del segle IX

### Galeria d'insectes
Una sala dedicada a aquells entomòfils que busquen tenir una gran varietat d'exemplars d'insectes i invertebrats com; crustacis, invertebrats terrestres, protozous, porífers i cnidaris.

### Galeria d'Arqueologia
En aquesta galeria, anomenada també Long Archaeology Gallery, tenim una exemplificació de l'art escultòric indi en la seva evolució en la nostra història al sud d'Àsia. En ella ens mostra la transició de l'escola Mathura del període Kushana a l'escola Sarnath de l'era Gupta. Posteriorment, tenim les escultures medievals de l'est i el sud de l'Índia. A continuació tenim una selecció d'escultures úniques del sud-est asiàtic.

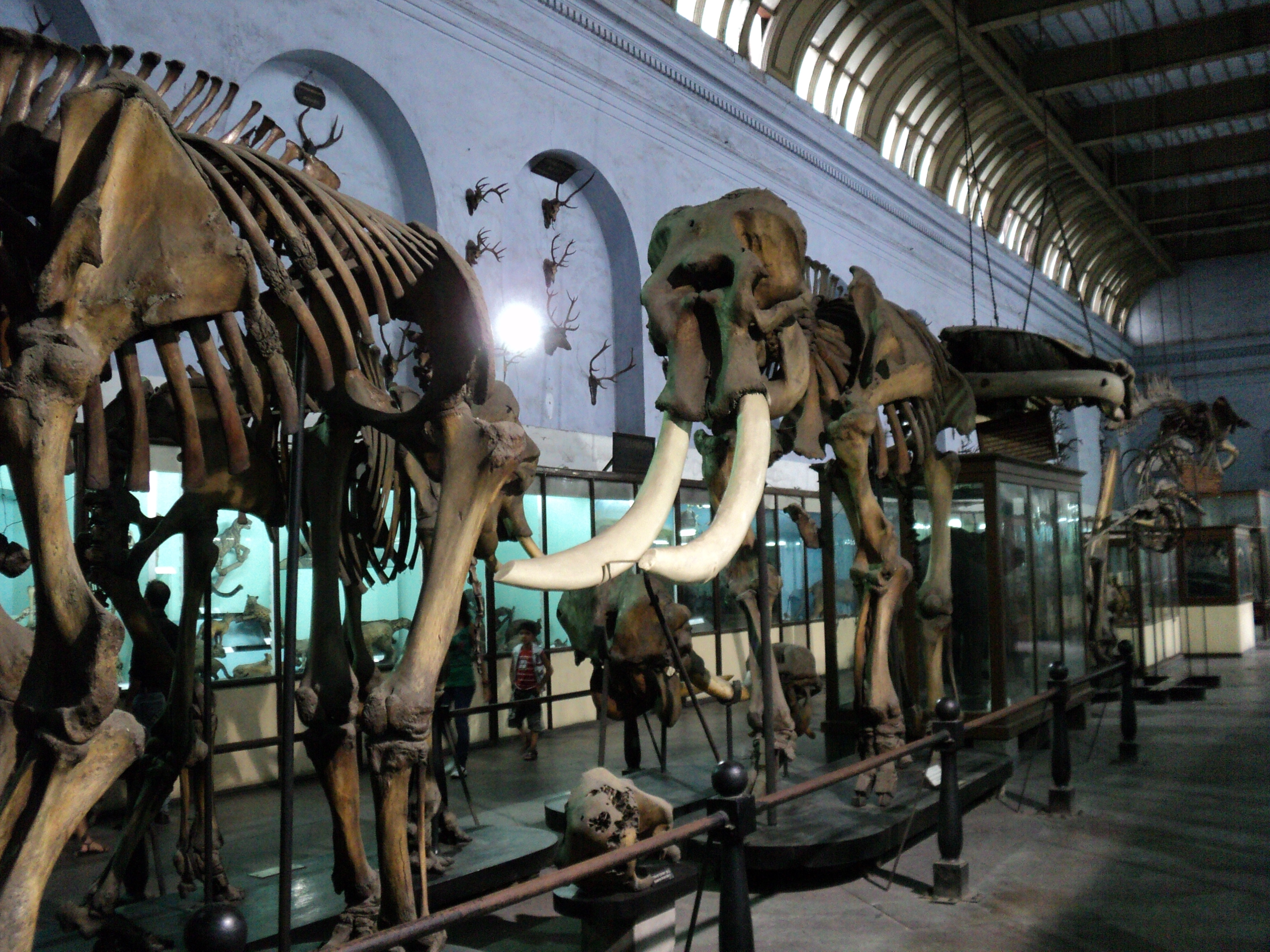
Esquelets d'elefants

### Galeria de mamífers
La col·lecció que trobem en aquesta galeria és massiva d'ossos i fòssils de diversos animals trobats al sud d'Àsia. Ha estat planificada i organitzada per il·lustrar la zoologia del subcontinent. La galeria també compta amb una gran col·lecció de mamífers de maqueta, únics a tot el món. El més destacat és l'esquelet d'un rorqual comú, el qual es va trobar encallat a la costa de Myanmar el 1804.

### Galeria de màscares
La galeria exposa diverses màscares de Bengala Occidental, Orissa, Assam, Karnataka i també de Bhutan i Nova Guinea. Es va reobrir el 2016, encara que a l'Abril del 2024 es va tornar a tancar per renovació.

### Galeria de Pintures
Aquesta galeria està dividida en dues seccions: Miniatures índies i l'Escola de Pintures de Bengala. La secció de miniatures índies conté un nombre de pintures en miniatura que van des de pintures perses, mogols, mogols provincials, Deccan, Rajasthani, Pahari i pintures de la Companyia. La secció de l'Escola d'Art de Bengala conté obres mestres del Bengala dels segles XIX i XX, que pertanyen a l'escola neo-bengala que inclou les obres de Rabindranath Tagore, Gaganendranath Tagore, Abanindranath Tagore, Nandalal Bose, Sunayani Devi, Asit Haldar, Abdur Rehman Chug i Jaminig Roy. A més d'aquestes, Pata-Chitra, també s'hi exposen certes litografies del segle xx.

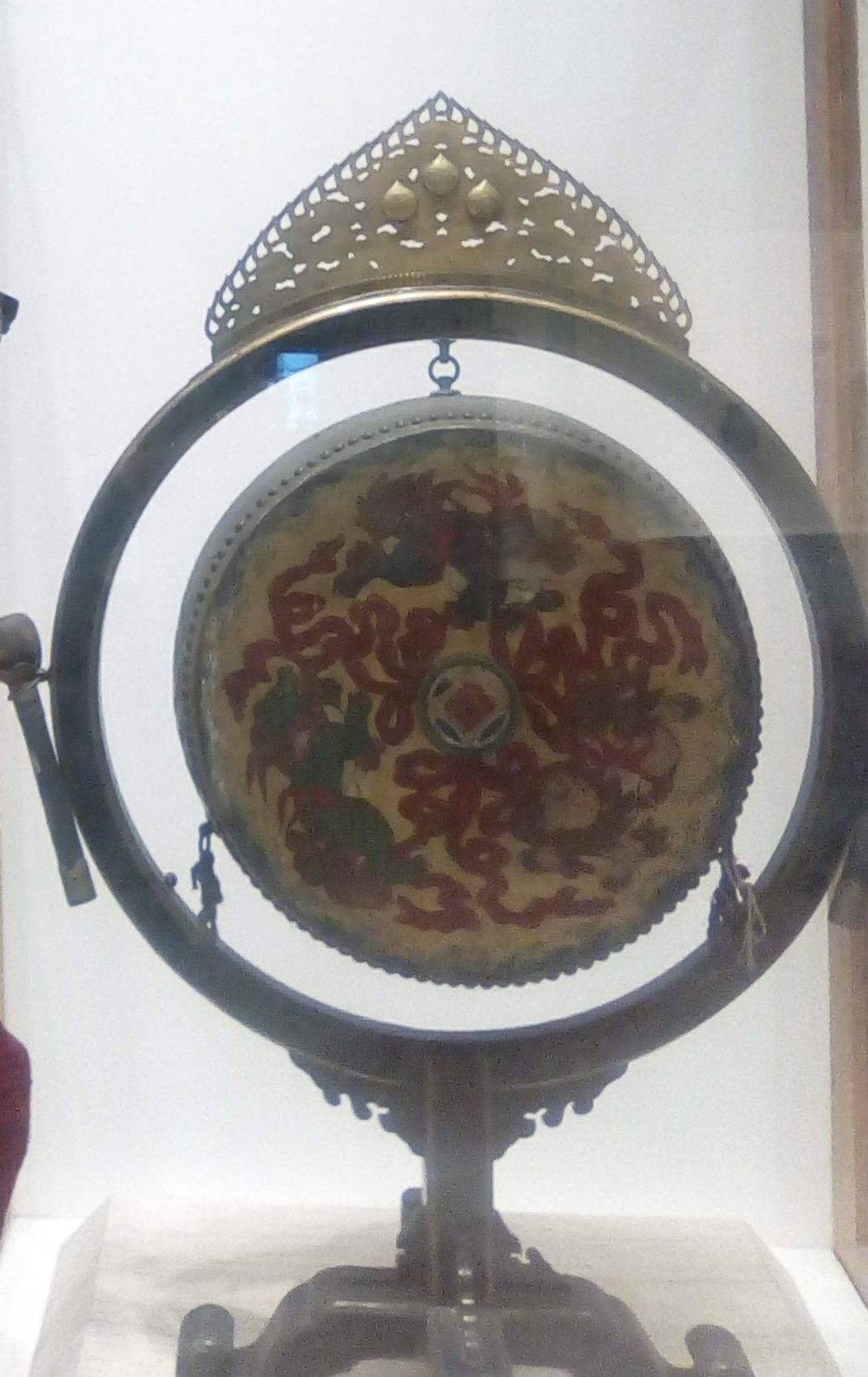
Suri-daiko (gaku-daiko), el gran tambor penjat japonès

### Galeria Tèxtil
La majoria d'obres que es mostren en aquesta sala son del segle XIX, però són de tota l'Índia i el subcontinent, donant així un ampli repertori de les diverses èpoques que han estat al seu esplendor original. A l'entrada d'aquesta sala tenim el clàssic teler manual seguit del famós Maslin de la terra de Bengala.

### Galeria d'Art Menor
En aquesta sala tenim objectes de terracota, des de l'època Maurya fins al segle XII d.C. Els objectes més valorats de la galeria són les dues relíquies budistes excavades al jaciment de Piprawah, Uttar Pradesh, juntament amb els cofres de les relíquies descobertes a Piprawah i Tàxila.

### Galeria de l'evolució Humana
La galeria de l'evolució humana presenta la història i l'evolució de la nostra espècie, tant física com cultural, juntament amb els exemplars d'eines de pedra i casquets de crani dels jaciments de Harappa i Mohenjo-Daro.

### Galeria de roques i Minerals
La sala de roques i minerals ens proposa observar roques ígnies, metamòrfiques i sedimentàries d'arreu del món, però principalment del subcontinent indi, orferint una imatge de la formació geològica del sud d'Àsia juntament amb la seva varietat de minerals.

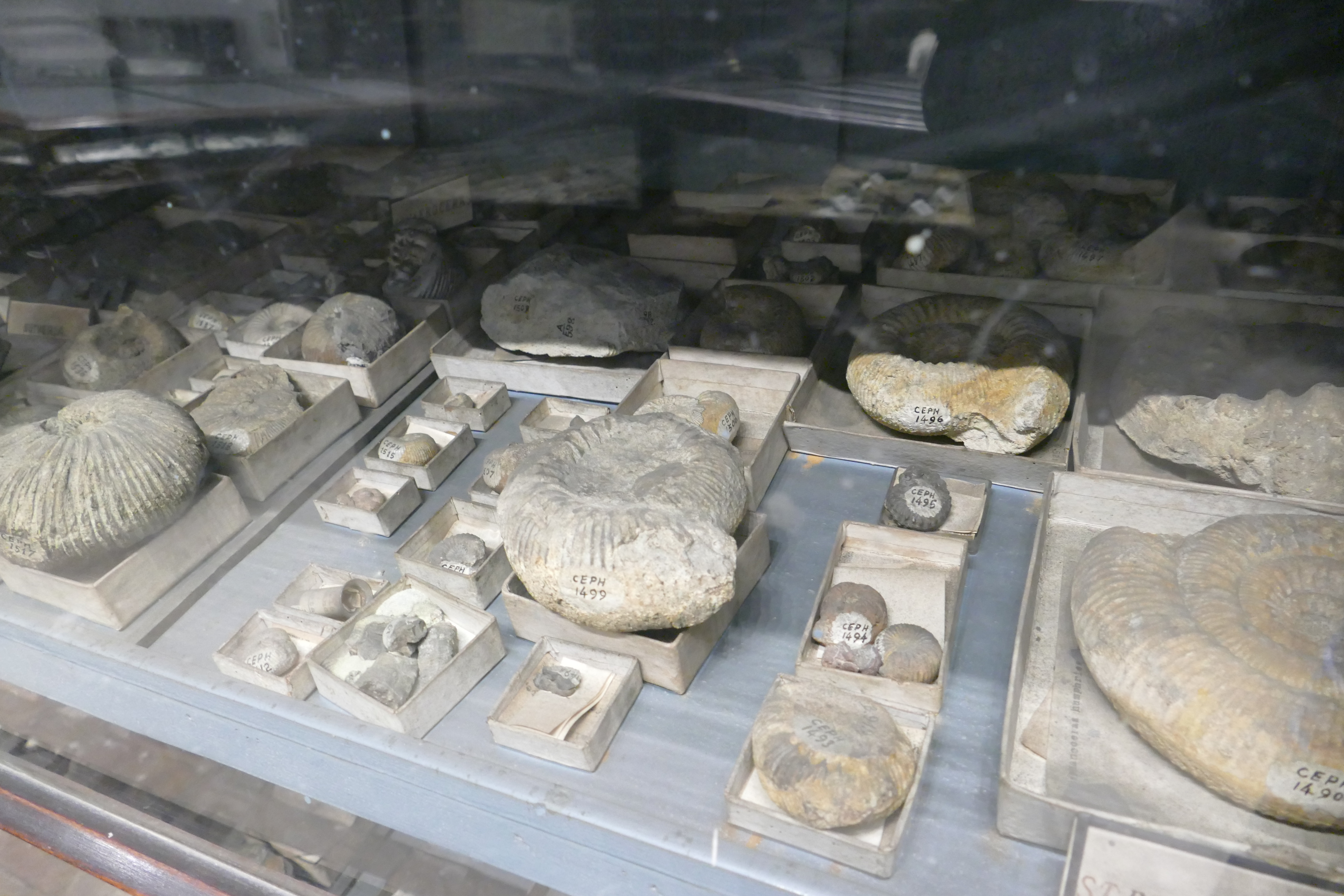
Galeria de fòssils d'invertebrats

### Galeria de fòssils d'invertebrats
En aquesta sala podem veure una col·lecció molt gran de fòssil d'invertebrats, de grups extints, que estan disposats en un recorregut de temps geològic. En aquest recorregut tenim des del fòssil vegetal més antic de la terra de Gondwana, seguit d'un ou de dinosaure, que es va descobrir al districte de Kheda, Gujarat. Un gran fòssil de mol·luscs de l'Índia peninsular i una impressió fòssil de serp descoberta a Myanmar són els altres aspectes destacats de la galeria. També tenim presència d'estromatòlits, el primer registre de vida trobat a l'Índia amb 3200 milions d'anys.

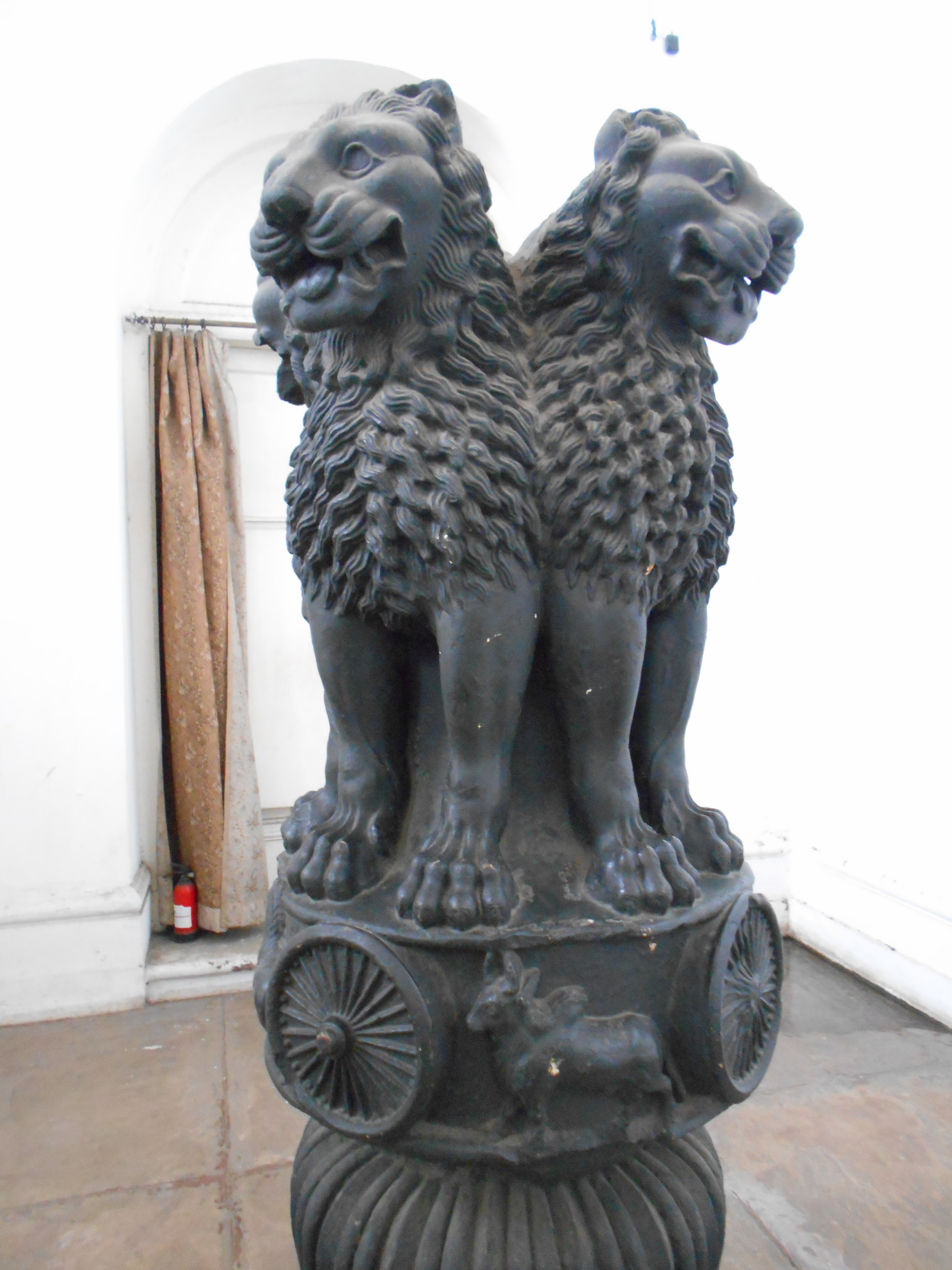
State Emblem of India Indian Museum Kolkata

## Obres destacades

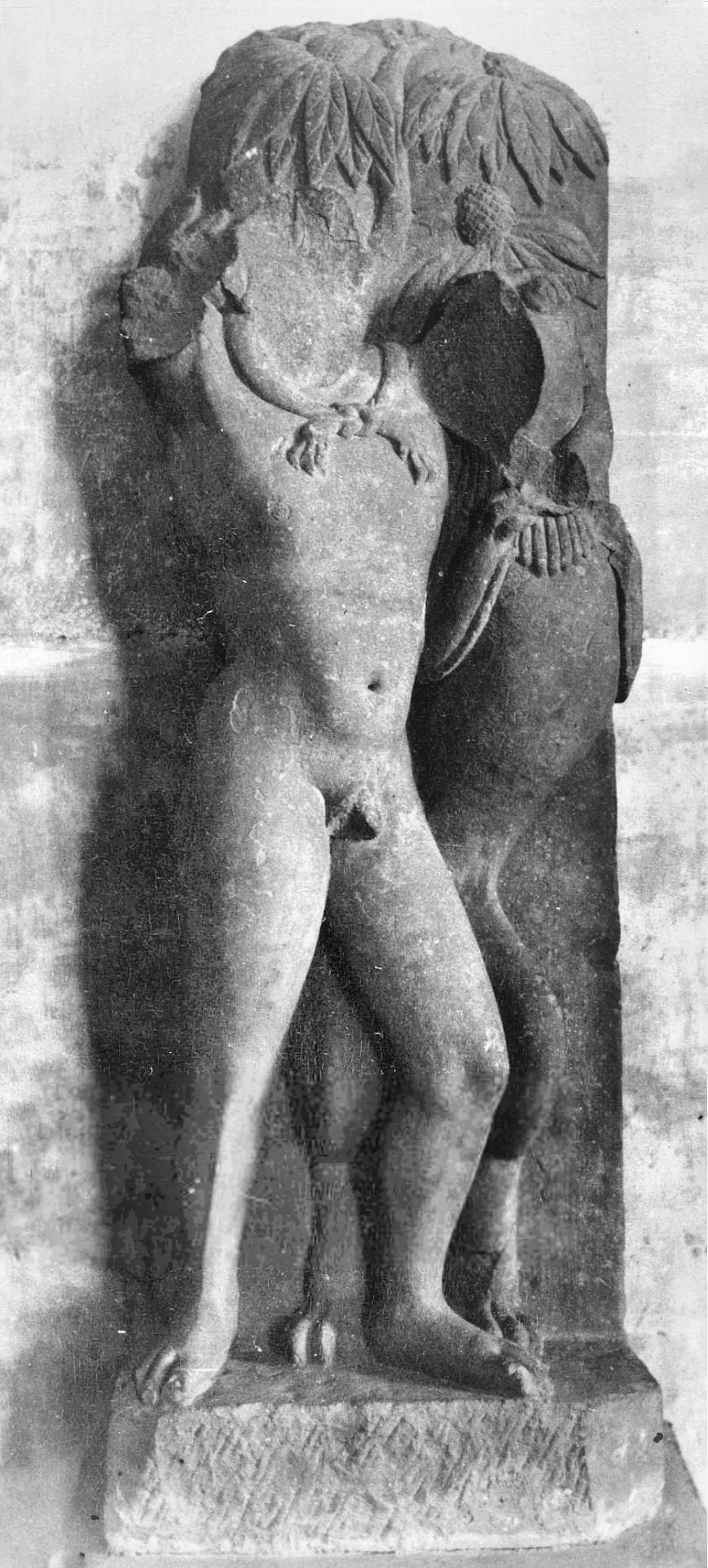
Heracles

### Còpia del Capitell Ashoka
Dintre del Museu podem trobar una còpia del Capitell Ashoka. L'escultura consisteix en quatre lleons asiàtics que es toquen les espatlles, situats sobre una base circular que presenta altres animals. Aquest va ser adoptat com a emblema oficial de l'Índia el 1950 i originalment es va col·locar al Pilar d'Ashoka a Sarnath per l'Emperador Ashoka cap al 250 aC. En l'actualitat, el capitell dels lleons es conserva al museu de Sarnath, a l'estat d'Uttar Pradesh, Índia.
Amb una alçada de 2,15 metres, és un dels capitells més elaborats que es conserven de l'època. Està fabricat amb gres i representa les quatre veritats del budisme. Els animals a la base poden simbolitzar els quatre punts cardinals o els quatre rius que neixen del Llac Anavatapta, que segons l'antiga cosmovisió budista es troba al centre del món. Estan disposats de manera que semblen seguir-se en un moviment perpetu, simbolitzant el cicle existencial.
Les boques dels lleons estan obertes per propagar el Dharma. El lleó és també un símbol del clan Sakya i representa l'emperador Ashoka.

### Hèracles de Mathura
Es creu que aquesta obra representa a l'heroi Hèracles lluitant contra el lleó de Nèmea, es va trobar a Mathura, Índia, a finals del XIX per Alexander Cunningham. I es conserva al Museu Indi de Calcuta. L'artífex que l'elabora mostra certa desconeixença del mite, donat que alhora que Hèracles lluita contra el lleó, ja du posada la seva pell i les potes lligades al coll, quan en el mite real, és quan venç al lleó de Nemea que es col·loca la pell d'aquest. De tota manera no és segur que el representat es tracti d'Hèracles, és una hipòtesi, igual que altres autors han comparat la figura amb altres personatges com Krixna.
Es tracta d'una escultura similar a la d'Apol·lo Lici. Cunningham l'associa amb Hèracles i el lleó de Nemea i probablement va ser realitzada per algun escultor estranger per ordre d'algun resident dintre de la regió de Mathura. Aquesta escultura se sol posar com a exemple de la influència de l'art grec dintre de la tradició índia antiga.

### Triada osiríaca

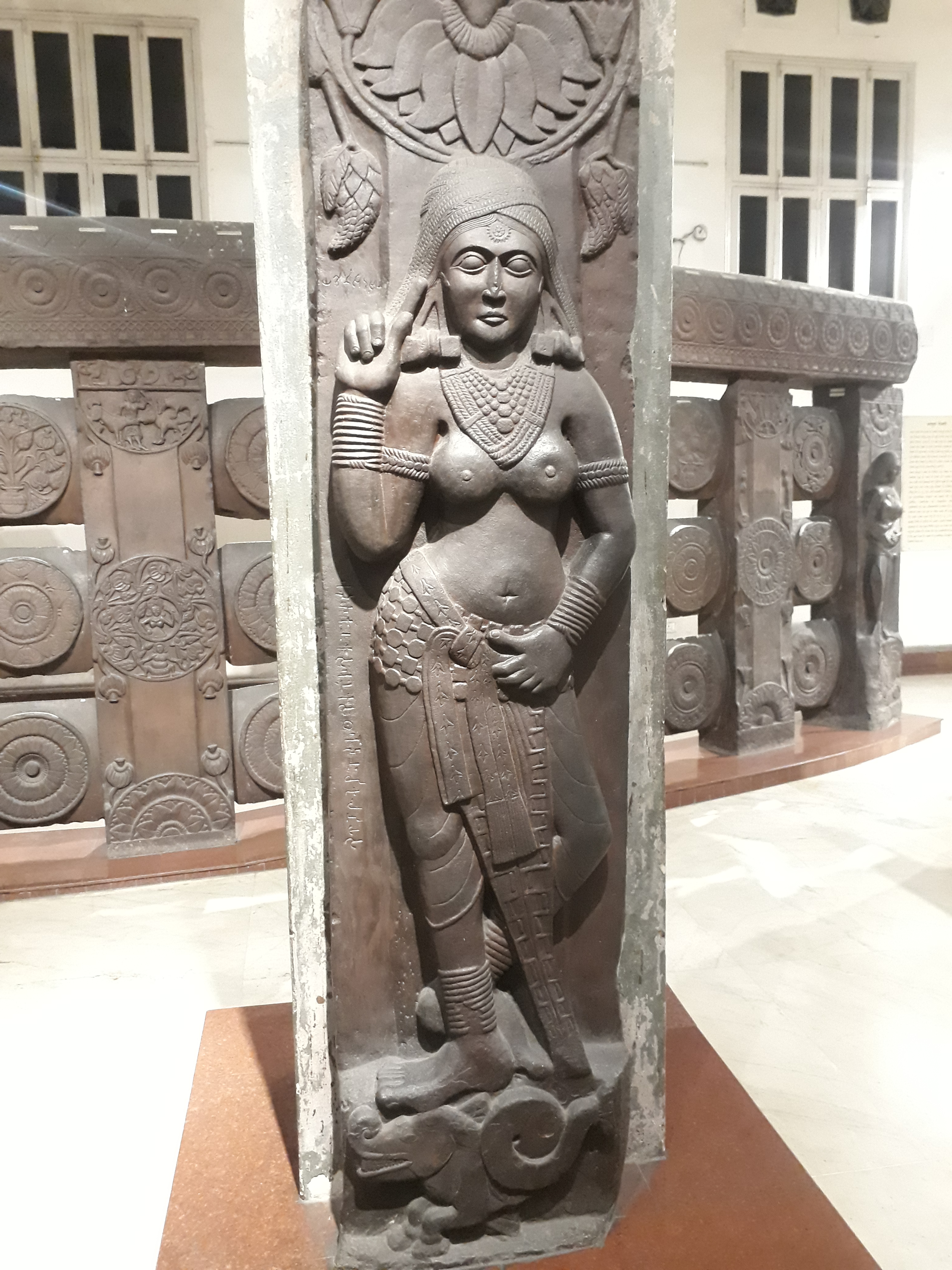
YakshīSudarsanā C. 2nd – 1stCentury BCE Bharhut Railing, Madhya Pradesh

Aquesta peça es troba dins de la Galería egípcia del museu de Calcuta. Les tres figures de la peça representen els déus de la mitologia egípcia: Isis (deessa de la maternitat i del naixement), Horus ("l'elevat", déu celeste) i Osiris (déu de la resurrecció), anomenats la tríada osiríaca. La tríada osiríaca és una de les combinacions de divinitats més importants de la mitologia egípcia, la seva història i els seus mites estan entrellaçats amb els conceptes de vida, mort i renaixement, essent fonamentals en la religió i la cultura de l'antic Egipte.
Osiris rei just d'Egipte, va ser assassinat pel seu germà Seth, gelós pel poder del seu germà. Seth el va enganyar perquè entrés en un taüt i el va llançar al Nil. El cos d'Osiris va ser arrossegat pel riu fins a la costa de Fenícia, on va quedar atrapat en un arbre. Isis, la seva esposa i deessa de la màgia, va cercar el cos d'Osiris i el va ressuscitar temporalment amb l'ajuda de deïtats com Neftis, Anubis i Thot. Durant aquest temps, va concebre el seu fill Horus.

Isis va amagar Horus per protegir-lo de Seth. Quan Horus va créixer, es va enfrontar a Seth en una sèrie de batalles en venjança al seu pare, incloent-hi el Judici dels Déus, on va demostrar la seva legitimitat com a hereu al tron. Finalment, Horus va vèncer Seth i va esdevenir el rei d'Egipte. Osiris, després de ser venjat per Horus, no va tornar a la vida terrenal, però va ascendir a convertir-se en el déu del Més Enllà, governant sobre el destí de les ànimes.

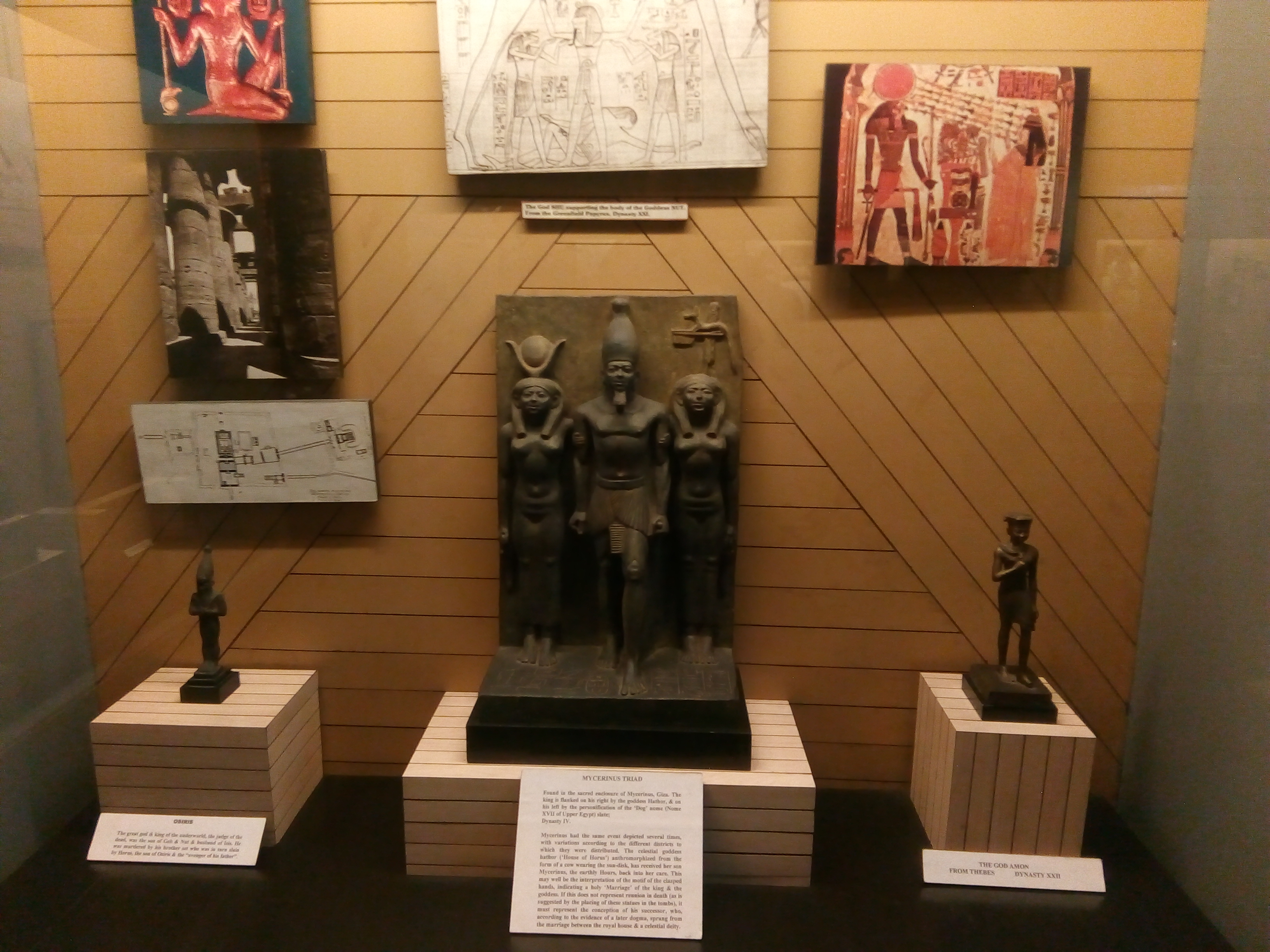
Triada osíriaca

### Yakshī Sudarsanā
Una de les escultures més notables és la de la Yakshi Sudarsana que es troba a la Galeria de Bharhut del museu, la qual exhibeix un profund coneixement de l'anatomia humana i una destresa remarcable en el modelatge dels malucs en una posició complexa. Fins i tot s'equipara la tècnica emprada amb la d'un fuster escultor.
Si bé els relleus de Sanchi mostren una refinada execució, és possible que les majestuoses escultures de Bharhut, conegudes com a Yakshis, rivalitzin amb elles en qualitat.
Les escultures de Bharhut van evitar la destrucció a causa de la seva ubicació remota, restant amagades sota densos boscos fins fa un segle, quan els habitants locals van començar a aprofitar les pedres dels antics monuments per a la construcció de cases. De manera similar, el complex d'edificis budistes antics a Sanchi va evitar la demolició perquè es trobava lluny de les rutes usuals dels exèrcits musulmans. Tot i que les escultures de Bharhut no han patit tants danys com les de Sanchi per accions humanes, no han quedat exemptes de deteriorament. Durant el segle XIX, els arqueòlegs aficionats van causar diverses lesions a causa de la seva curiositat mal dirigida. Avui en dia, les autoritats pertinents estan compromeses a preservar aquests monuments, considerats testimonis de la grandesa antiga de l'Índia.

### El somni de la reina Maya
La peça es troba a la Galeria de Gandhara esta realitzada amb pedra de basalt, i fa 18x27x6,2cm. El seu origen es troba a Mardan, Peshawar (part nord-oest de l'Índia indivisa). Està datada al segle II d.C.

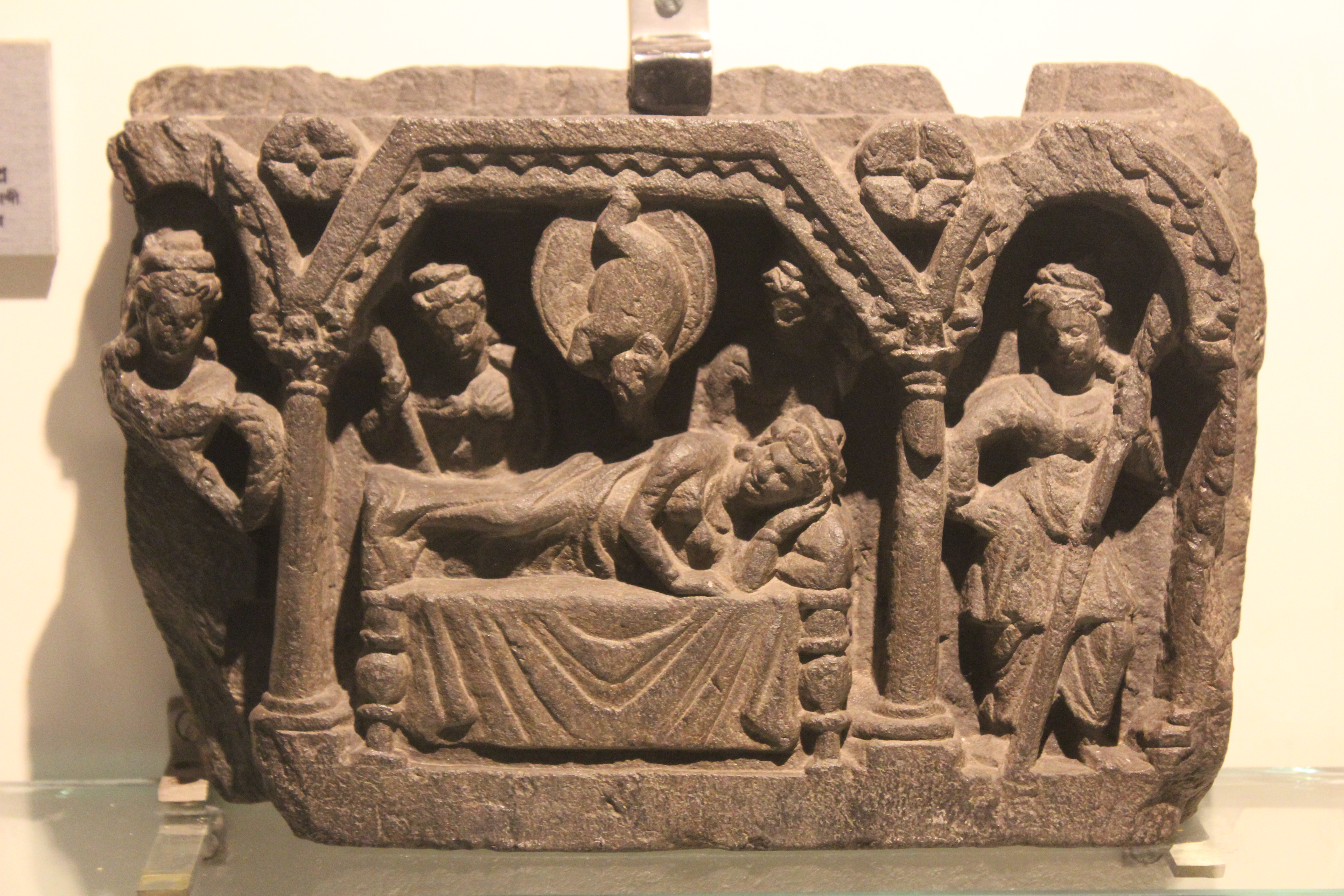
El somni de la reina Maya

Maya és la mare de Buda i es va casar amb Sudodana, el governant del clan Sakia de Kapilavastu, que també era el seu cosí. Segons la llegenda, una nit de lluna plena mentre dormia al Palau, Maya va tenir un somni vívid en el qual es va sentir transportada pels quatre esperits (devas) al llac Anotatta, a l'Himàlaia. Allà es va banyar al llac, i els devas la van vestir amb robes celestials, la van ungir amb perfums i la van adornar amb flors. Un cop enllestida, va aparèixer un elefant blanc amb una flor de lotus a la trompa que, després de fer tres voltes al voltant de Maya, va penetrar el seu ventre pel costat dret. Quan la reina es va despertar, sabia dins seu que havia rebut un missatge important, ja que l'elefant representa grandesa.

### Buda dempeus

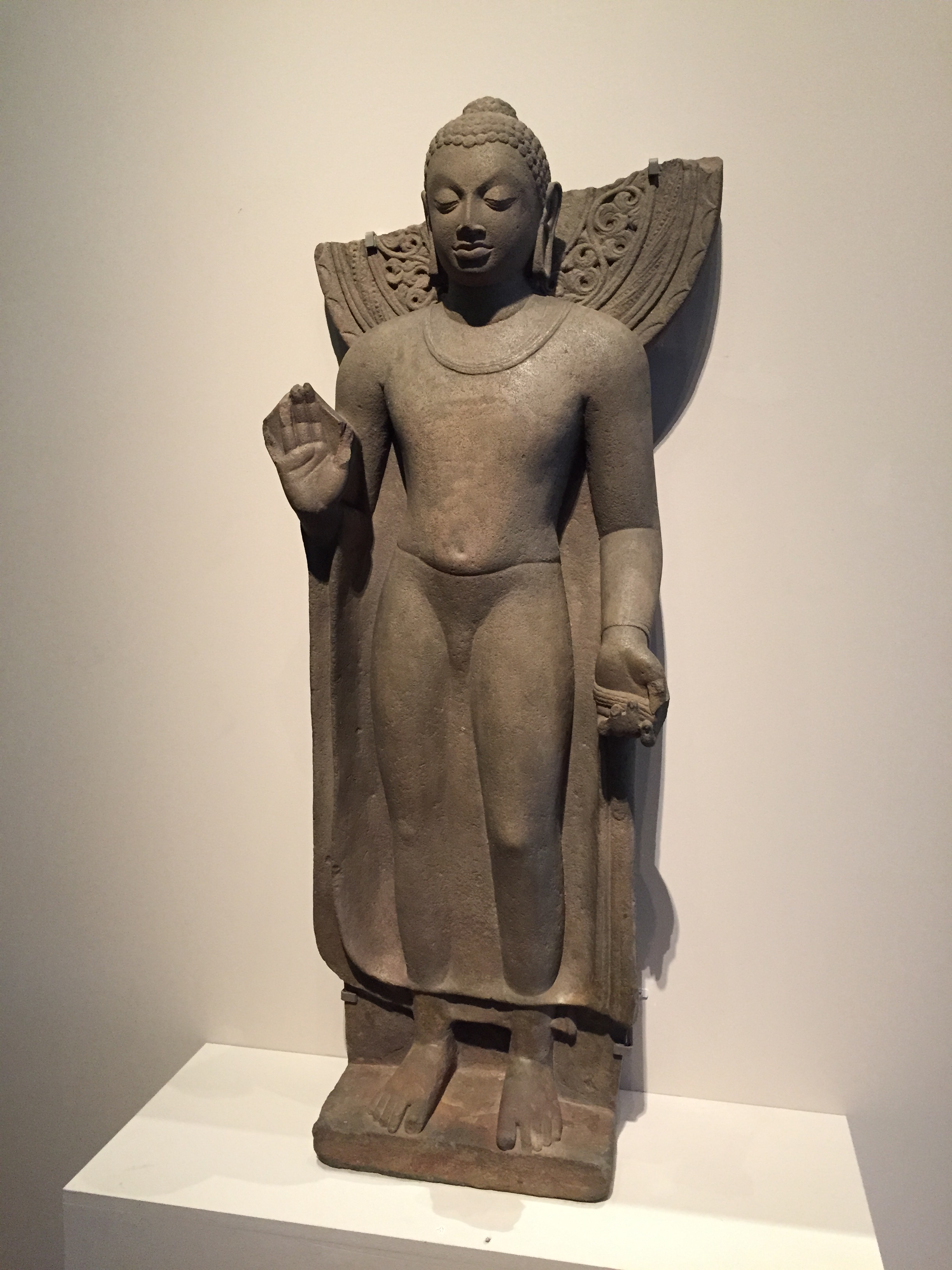
Buddha dempeus

Buda aparèix en el Varadamudra. El Varadamudra i l'Abhayamudra són els mudres més comuns que es poden veure en figures divines en l'art de les religions índies. El Varadamudra (sànscrit: वरदमुद्रा, romanitzat: varadamudrā) o Abheeshta Mudra és un gest simbòlic present en la iconografia de les religions índies. Aquest mudra indica un gest amb la mà que simbolitza la dispensació de dons. Es representa amb el palmell de la mà cap a fora, amb els dits estesos i apuntant cap avall. De vegades, el polze i l'índex es troben formant un cercle.